# Christine Van Assche
Pour les articles homonymes, voir Van Assche.
Christine Van Assche est une historienne de l'art née en 1948 à Bruxelles. Elle a été conservatrice au Centre Pompidou de 1984 à 2013, responsable des Nouveaux Médias. Elle a organisée de nombreuses expositions en France et à l'international. Elle est membre de l’ICOM, du CIMAM (Comité directeur) et membre du Comité scientifique sur l'œuvre de Chris Marker pour la Cinémathèque française depuis 2013.

## Biographie

### Formation
En 1971, Christine Van Assche obtient une maîtrise en histoire de l'art et d’archéologie (sous la direction de Roger Van Schoute) à l’Institut supérieur d'histoire de l'art et d'archéologie, Musées royaux des beaux-arts de Belgique. Après un séjour à Londres en 1973, elle a un diplôme de Lower Cambridge et vient s’installer en 1974 à Paris où elle suit des cours de muséologie, d’art contemporain et de cinéma à l’université Paris I- Sorbonne, obtenant ainsi en équivalence une maîtrise en Histoire de l’Art. Inscrite en doctorat 3e cycle Sciences Humaines, Université de Paris I (sous la direction de Marc Le Bot), son travail au Centre Georges Pompidou ne lui permettra cependant pas de le terminer.

### Centre Pompidou
En effet en 1974, Christine Van Assche entre au Centre Georges Pompidou, d’abord en tant que chargée d'études culturelles au service animation culturelle et au service pédagogique (sous la direction de Danièle Giraudy), puis en 1979 en tant qu'assistante de conservation au Musée national d’art moderne (sous la direction de Pontus Hulten). Elle devient conservatrice au Musée national d'art moderne (sous la direction de Dominique Bozo) en 1984. De 1994 à 2013, elle est nommée conservatrice en chef, responsable des nouveaux médias. 
En tant que conservatrice au Centre Georges Pompidou, Christine Van Assche a organisé de nombreuses expositions consacrées à des questions liées à l’image, la vidéo et les nouveaux médias. 
De 1984 à 2015, elle est notamment commissaire des expositions monographiques suivantes : 
Thierry Kuntzel (1982), Nam June Paik (1984), Marcel Odenbach (1986), Tony Oursler (1986), Gary Hill (1992),  Stan Douglas (1993), Mona Hatoum (1994), James Coleman (1996), Johan Grimonprez (1997), Douglas Gordon (1997), Bruce Nauman (1997), Chris Marker (1999), Pierre Huyghe (2000), Mike Kelley/Tony Oursler (2000), Ugo Rondinone (2003), Isaac Julien (2005), David Claerbout (2008), Planète Marker (2013) et Mona Hatoum (2015).
Elle est également co-commissaire de Passages de l’image en collaboration avec Catherine David et Raymond Bellour en 1990. Et en 2002, elle dirige l'exposition Sonic Process, une nouvelle géographie des sons dans laquelle le matériau sonore interrogé dans ses liens avec des questions plastiques : depuis la technique du mixage en passant par la figure performative du DJ.  
L'année 1986 marque la première collaboration de Christine Van Assche avec Chris Marker qu’elle rencontre à l’occasion de l'exposition Passages de l'image au Centre Pompidou. Elle lui propose une production d'installation, en découle « Zapping Zone ». Entre 1990 et 1994, Marker travaille sur autre proposition « Interactive Television ». En 1996, il produit le cédérom « Immemory » et enfin, en 2012, le site « Gorgomancy », permettant de sauvegarder des œuvres en perdition. Ce site remplace finalement une exposition rétrospective initialement envisagée par Christine Van Assche. En 2013, à la suite du décès de Chris Marker, Christine Van Assche organise une exposition en hommage à l’ensemble de son œuvre Planète Marker  qui est présentée au Centre Pompidou. 

### Département Nouveaux Médias
Dans le cadre du département Nouveaux Médias, Christine Van Assche organise la constitution d'une collection composée d’œuvres électroniques d’artistes internationaux (plus de 1600 œuvres): Marina Abramovic, Valie Export, Dan Graham, Pierre Huyghe, Isaac Julien, Matthieu Laurette, Bruce Nauman, Bill Viola, etc . Spécialiste de l'utilisation artistique des nouveaux médias, elle s'intéresse à l'art vidéo, aux œuvres électroniques, mais aussi à l'art virtuel.  
En 2013, en collaboration avec Florence Parrot, Christine Van Assche est commissaire de l'exposition Vidéo Vintage. Cette exposition s'appuie sur un choix resserré et historique de la collection des Nouveaux Médias pour retracer un parcours de l’art vidéo de 1963 à 1983 avec des œuvres de Joseph Beuys, Jean-Luc Godard, Gary Hill, Nam June Paik, mais aussi Gina Pane entre autres.
Christine Van Assche a contribué à la production d'une trentaine d'œuvres audiovisuelles pour la collection du Centre Pompidou, parmi lesquelles Nostos II, 1984, de Thierry Kuntzel, Zapping Zone (Proposals for an Imaginary Television), 1990-1994, Switch, 1996, de Tony Oursler, The Third Memory, 1999, de Pierre Huyghe, Immemory, 1996, de Chris Marker, Esprits de Paris, 2000, de Mike Kelley et Scanner.

### Enseignement
- Pendant l'année 1988/1889, Christine Van Assche avec Raymond Bellour et Catherine David conçoivent et co-organisent le séminaire Passages de l’image au Collège de philosophie qui donnera lieu à l'exposition du même titre au Centre Pompidou l'année suivante.
- De 1995 à 1998, Christine Van Assche enseigne l'esthétique de la vidéo à l'université Paris 8 - Saint-Denis.

### Conférence / Colloque
- De 1991 à 1997, en collaboration avec Jean-Louis Boissier et Martine Moinot, elle conçoit et organise la Revue virtuelle.
- En 1995, elle participe à un colloque sur la restauration des œuvres d’art électronique qui a lieu au San Francisco Museum of Modern Art.
- En 1996, elle est co-conceptrice et co-organisatrice avec François Albéra et Jean-Christophe Royoux du cycle de conférence Pour un nouveau narrateur au Centre Georges Pompidou puis avec Gloria Moure l'année suivante au Centro Galego de Arte Contemporanea à Santiago.
- En juillet 2004, elle est invitée à donner une conférence La Vidéo, un art de l'espace et du temps à l'université de tous les savoirs à Paris.
- En septembre 2019, elle est invitée à donner une conférence sur Chris Marker et la Collection Nouveaux Médias, à la Réunion (Ecole des Beaux Arts, Université) durant la manifestation Vents d'Est, Vents du Sud.

### Jury
- Christine Van Assche est régulièrement sollicitée à participer à de nombreux jurys nationaux et internationaux d’écoles d’art ou d’attribution de bourses aussi bien à Montréal, Sao Paulo, Los Angeles, Locarno, Bordeaux, Lyon, Londres, San Francisco, Madrid, Mexico, Montbéliard que Genève ou Tanger, etc.

### Commissaire d'exposition indépendante
- En 2003, Christine Van Assche est chargée de la Triennale U3 à Lubjiana en Slovénie. 
- En 2006, elle présente la collection privée Lemaitre à La Maison rouge à Paris sous l’intitlué : Une vision du monde. La collection Lemaitre.
- Et en 2014, en tant que spécialiste de Chris Marker, elle est sollicitée par la Whitechapel Gallery à Londres pour présenter l’exposition Chris Marker. A Grin Without a Cat qui voyage dans plusieurs pays.   
- En 2018, elle organise une exposition Chris Marker. L'Homme Monde, qui s'est tenue à la Cinémathèque française à Paris du 2 mai au 29 juillet 2018 en collaboration avec Raymond Bellour et Jean-Michel Frodon. Elle réalise l'exposition Chris Marker. Memories of the Future, à Bozar, Bruxelles, du 18 septembre 2018 au 6 janvier 2019. 
- En 2021, elle organise une exposition thématique "Chris Marker. Il est six heures sur toute la terre" à l'occasion du centenaire de l'auteur, à la Filmoteca, Barcelone  du 7 juillet au 26 aout 2021. 

## Publications

### Catalogues raisonnés
- Vidéo et après, (sous sa dir.), Paris, éditions Carré/CNAC-GP, 1992. Catalogue raisonné des œuvres vidéo de la collection du Musée national d’art moderne. (Textes de Dominique Bozo, Germain - Viatte, Stéphanie Moisdon, Paul-Emmanuel Odin)
- La Collection du Musée national d’art moderne (Acquisitions 1986-1996), (sous la dir. d'Agnès de la Beaumelle et de Nadine Pouillon), Paris, éditions du CNAC-GP, 1996.
- L’Encyclopédie nouveaux médias sur Internet (sous sa dir.) en collaboration avec deux musées européens le Ludwig Museum de Cologne et le Centre pour l’Image contemporaine de Genève, 1998 à 2000 sur l’attribution de la bourse européenne Kaleïdoscope.
- La Collection nouveaux médias/Installations, (sous sa dir.), Paris, Centre Pompidou, 2006. (éditions française et anglaise)

### Expositions thématiques
- Passages de l’image, éditions CNAC-GP, 1990, éditions Caixa des Pensiones, Barcelone, 1992. (Textes de Pascal Bonitzer, Jean-François Chevrier, Catherine David, Raymond Bellour, Serge Daney, Jacques Aumont, Peter Wollen, Jean-Louis Schefer, Christine Van Assche)
- Sonic Process, éditions CNAC-GP, 2002. (Textes de Jacques Rancière, Simon Reynolds, David Toop, Elie During, Christine Van Assche, entre autres.)
- Une vision du monde, La collection Lemaitre, La Maison Rouge, Paris, 2006.
- La Vidéo, un art, une histoire, 1965-2005, Collections Centre Pompidou, à la Caixa Forum, Barcelone, 2005 ; au Fine Arts Taipei Museum, Taipei, 2006 ; MAC, Miami, 2006 ; MCA, Sydney, 2006 ; ACMI, Melbourne, 2006 ; Chiado Museum, Lisbonne, 2007 ; Musée Fabre, Montpellier, 2009 ; Wilfredo Lam Center, La Havane, 2010 ;  Herzliya Museum, Tel Aviv, 2010 ;  Singapour Art Museum, Singapour 2011.
- Fiction VS réalité, Fondation Gulbenkian, Lisbonne, 2007.
- Body Sound, Fondation Liedts, Gand, 2010.
- Video Art 1965-2010, Institut Français, Izmir, 2011.
- Vidéo Vintage, Centre Pompidou, Paris, 21012 ; ZKM, Karlsruhe, 2012 ; Contemporary Museum, Séoul, 2013.
- Crossed Collections, MAM, Sao Paulo, 2013.

### Catalogues monographiques
- Thierry Kuntzel, (sous sa dir.), Paris, éditions CNAC-GP, 1982. (Texte d’Anne-Marie Duguet)
- Marcel Odenbach, (sous sa dir.) Paris, éditions CNAC-GP, 1986. (Textes de Raymond Bellour, Bernard Blistène, Christine Van Assche).
- Tony Oursler, (sous sa dir.) Paris, éditions CNAC-GP, 1986. Livre d’artiste.
- Gary Hill, (sous sa dir.), Paris, éditions CNAC-GP, 1993 ; éditions IVAM, Valencia, 1994. (Textes de Gary Hill, Jacinto Lageira,  Lynne Cooke, Paul-Emmanuel Odin)
- Stan Douglas, (sous sa dir.) Paris, éditions CNAC-GP, Paris, 1993. (Textes de Jean-Christophe Royoux, Peter Culley, Christine Van Assche)
- Mona Hatoum, (sous sa dir.) éditions CNAC-GP, 1994. (Textes de Nadia Tazi, Desa Philippi, Jacinto Lageira, Christine Van Assche)
- James Coleman, (sous sa dir.) Bruxelles, coéditions CNAC-GP/Y.Gevaert, 1996. (Textes de Jean Fischer, Raymond Bellour, Benjamin H.D.Buchloh, Christine Van Assche)
- Bruce Nauman (image/texte 1966-1996), (sous sa dir.), Paris, éditions CNAC-GP, 1996 ; Wolfsburg, Kunstmuseum 1997 ; Londres, Hayward Gallery, 1998 ; Helsinki, Taiteen Museo, 1999. (Textes de François Albéra, Vincent Labaume, Jean-Charles Massera, Christine Van Assche, Gijs van Tuyl)
- Dan Graham, (sous la dir. de Gloria Moure), Santiago, éditions CGAC, 1997. (Textes de Gloria Moure, Alexander Alberro, Apolonija Sustersis, Dan Graham, Christine Van Assche)
- Immemory, CD-Rom, Chris Marker, Paris, éditions CNAC-GP, 1998.
- Qu’est-ce qu’une Madeleine ?  CD-Rom Immemory de Chris Marker, (sous sa dir.), Bruxelles, coédition Yves Gevaert/CNAC-GP, 1999. (Textes de Laurent Roth, Raymond Bellour)
- Douglas Gordon, (sous sa dir.), Lisbonne, éditions Centro cultural Belem, 1999. (Textes de Raymond Bellour, Oscar van den Boogaard, Jeremy Millar, Pavlel Büchler, Christine Van Assche)
- Pierre Huyghe, Paris, éditions Centre Pompidou/The University of Chicago, 2000. (Textes de Jean-Charles Masséra, Christine Van Assche)
- Ugo Rondinone, Paris, éditions Centre Pompidou, 2003. (Texte de Gaby Hartel)
- Tony Oursler (Dispositifs), (sous sa dir.), Paris, Éditions Jeu de paume, 2005. (Textes de Paul Ardenne, Raymond Bellour, Elisabeth Janus, Tony Oursler, Christine Van Assche).
- Isaac Julien, (sous sa dir.), Paris, éditions Centre Pompidou, 2005. (Textes de Françoise Verges, Elvan Zabunyan).
- David Claerbout, (sous sa dir.), Zurich, éditions JRP/Ringier, 2008. (Textes de Raymond Bellour, Françoise Parfait, Dirk Snauwaert, Christine Van Assche)
- Mona Hatoum, (sous sa dir.) Paris, éditions Centre Pompidou, 2015. (Textes de Guy Brett, Patricia Falguières,  Edward W. Said, Bertrand Westphal, Clarrie Wallis, Christine Ross, Marja Sakari). Version anglaise éditions Tate, Londres, 2016.
- Chris Marker. A Grin Without a Cat. Whitechapel Gallery, Londres, 2014, en collaboration avec Chris Darke (textes de Nicola Mazzanti, Raymond Bellour, Arnaud Lambert, Chris Marker, Chris Darker, Christine Van Assche).
- Chris Marker. Cinémathèque française, Paris, 2018, en collaboration avec Raymond Bellour et Jean-Michel Frodon (textes de Thomas Tode, François Crémieux, Monika Dac, Filipa Ramos, Olivier Hadouchi, Bernard Benodiel, Arnaud Lambert, Bernard Eisenschitz, Catherine Roudé, Paul Sztulman, Dork Zabunyan, Nora Alter,  Jacques Rancière, Lambert Dousson, Christophe Chazalon, Judit Revault d'Allonnes, Dork Zabunyan, Raymond Bellour, Jean-Michel Frodon, Christine Van Assche).